# Петко Германов
Петко Енев Гѐрманов е български животновъд, основател на коневъдството, земеделската статистика и задължителната застраховка на домашните животни в България.

## Биография
Роден е на 30 октомври 1866 г. в Дерекьой, Одринско. През 1891 г. завършва Висшето ветеринарно училище в Лион. След това специализира организация на животновъдството в Австро-Унгария, Германия и Русия. По негова инициатива е изграден върховен съвет по коневъдство и поставя основите на първите депа за жребци в България – „Клементина“ край Плевен и „Кабиюк“ край Шумен. Участва в Първата световна война като ветеринарен лекар. За отличия и заслуги през войната е награден с орден „Свети Александър“, V степен.
Умира на 23 октомври 1932 г.